# Доро, Мари
Мари Доро (англ. Marie Doro, урождённая Мари Катерин Стюарт (англ. Marie Katherine Steward), 25 мая 1882 — 9 октября 1956) — американская актриса немого кино. 

## Биография
Родилась в Пенсильвании в городе Данканнон в семье Ричарда Генри Стюарта и Вирджинии Уивер и была прямым потомком американского государственного деятеля Патрика Генри. В юности Доро пела в хоре в различных музыкальных постановках. Актёрскую карьеру она начала на театральной сцене Сан-Франциско в 1903 году, а после переезда в Нью-Йорк попала под покровительство известного театрального продюсера Чарльза Фромана. С его подачи она сделала успешную карьеру на Бродвее, выступая помимо этого ещё и в Лондоне.
Театральная карьера Доро закончилась со смертью Фромана в 1915 году, после чего актриса переместилась на киноэкраны, появившись в пятнадцати кинокартинах на протяжении последующих восьми лет. Среди кинолент с её участием такие фильмы как «Дриада» (1916), «Любовь Норы Флинн» (1916), «Оливер Твист» (1916) и «Беатрис» (1921). На протяжении своей карьеры в Голливуде Доро была замужем за актёром Эллиотом Декстером, с которым развелась в 1922 году.
В начале 1920-х Доро разочаровалась в Голливуде и вернулась на Бродвей. Там она появилась всего в одной постановке и в 1924 году покинула США, обосновавшись в Европе. Там актриса приняла участие в съёмках нескольких кинокартин в Италии и Великобритании.
После возвращения в США Мари Доро стала вести затворнический образ жизни, избегала контактов даже с друзьями и знакомыми. Её отчуждение доходило до такой степени, что она меняла отели своего проживания до четырёх раз в неделю. Доро стала много времени уделять духовным вопросам, посещая при этом Нью-Йоркскую объединённую теологическую семинарию.
Мари Доро скончалась в Нью-Йорке в 1956 году в возрасте 74 лет и была похоронена в родном городе Данканнон в Пенсильвании. Согласно её воле 90,000$ из её состояния были направлены в Фонд актёров США.
В феврале 1960 году на Голливудской аллее славы была заложена именная звезда Мари Доро. В настоящее время из пятнадцати кинокартин с её участием сохранились лишь четыре.